# はたなかたいち
はたなか たいち（1991年9月22日 - ）は、日本のお笑い芸人で、元アニメーションプロデューサー。大阪府八尾市出身。芸名は「たいち」を使用している。本名である「畑中 太一」や、自ら扮するテレビ愛知の非公式キャラクターとして「といろさん」の名義を使用する場合もある。

## 略歴
大阪府立大学在学中、休学をして東京でラジオのアシスタントディレクターや構成作家を経験。その後、大阪に戻り、Creators in Pack大阪スタジオの設立に関与する。
その後は大学生活を送りながら制作進行やプロデューサーを務める。2017年3月、大阪府立大学を7年掛けて卒業。
2021年8月、新型コロナウイルス感染症の重症化により、一時意識を失う状態だったことを明かした。
2022年、NSC大阪第44期卒。2024年1月16日、同じくNSC大阪44期生の丘橋ゆいとコンビ「まるとかいぶつ」を結成したが、その後解散。現在はピン芸人として活動をしている。
近年はアニメ関連のイベントの司会を多く務めている。

## 出演

### テレビ番組
- ネタ見せ〜ぇ!（2020年、テレビ愛知、といろさん役）

### ラジオ
- 声優ラジオのウラカブリ（2024年、YouTube、アシスタントパーソナリティ）

## 主な作品

### テレビアニメ
- RAIL WARS!（2014年、制作進行）
- 金色のコルダ Blue♪Sky（2014年、動画管理）
- グリザイアの果実（2014年、制作進行）
- 異能バトルは日常系のなかで（2014年、制作進行）
- みりたり！（2015年、制作進行）
- キルラキル（2015年、制作進行）
- ハッカドール THE あにめ〜しょん（2015年、アシスタントプロデューサー）
- おじさんとマシュマロ（2016年、アニメーションプロデューサー）
- キズナイーバー（2016年、制作進行）
- OZMAFIA!!（2016年、アニメーションプロデューサー）
- 奇異太郎少年の妖怪絵日記（2016年、企画・プロデューサー）
- バーナード嬢曰く。（2016年、プロデューサー）
- リトルウィッチアカデミア（2017年、制作進行）
- お酒は夫婦になってから（2017年、アニメーションプロデューサー）
- 立花館To Lieあんぐる（2018年、プロデューサー）
- ハイスクールD×D HERO（2018年、アソシエイトプロデューサー）
- BanG Dream! ガルパ☆ピコ（2018年、アニメーションプロデューサー）
- 臨死!!江古田ちゃん（2019年、プロデューサー）
- 八十亀ちゃんかんさつにっき（2019年、宣伝プロデューサー）
- 女子高生の無駄づかい（2019年、OP制作進行）
- 異種族レビュアーズ（2020年、OP制作進行）
- オオカミさんは食べられたい（2020年、アシスタントプロデューサー）

### Webアニメ
- ニンジャスレイヤー フロムアニメイシヨン（2015年、制作進行）
- 超機動街区 KASHIWA-NO-HA（2015年、制作進行）
- 日本アニメ（ーター）見本市『ヒストリー機関』（2015年、制作進行）
- いたずら魔女と眠らない街（2017年、アシスタントプロデューサー）
- OTABASE The アニメ (2017年3月、アシスタントプロデューサー) 畑中太一名義

### アニメ映画
- リトルウィッチアカデミア 魔法仕掛けのパレード（2015年、制作協力）
- シン・エヴァンゲリオン劇場版（2021年、制作協力）

### その他
- 『Change Our MIRAI!』（2015年、制作プロデューサー）
- BanG Dream! ミュージックビデオ（2018年、背景制作協力）